# Heike Hanada
Heike Hanada, född Rössler 1964 i Hoya i Västtyskland, är en tysk arkitekt och konstnär verksam i Weimar. Hon är utbildad i Berlin och Tokyo och är bland annat verksam i Weimar vid Bauhausuniversitetet och gästföreläsare vid Tokyos universitet.
Hanada vann 2007 arkitekttävlingen för tillbyggnad av Stockholms stadsbibliotek med förslaget Delphinium. I mars 2012 utsågs Heike Hanada med Benedict Tonon (Berlin), till huvudarkitekter för Bauhaus Museum Weimar.